# 边江
边江（1982年5月24日—），出生于河北秦皇岛。中国男配音演员、配音导演。

## 生平
毕业于北京电影学院表演系02级高职配音班，与演员黄渤，配音演员邱秋、王凯、白雪岑、张磊等是同班同学。代表作有电视剧《三生三世十里桃花》的夜華、《太子妃升职记》的齐晟，动漫《狐妖小红娘》的颜如玉、梵云飞，《全职高手》的张新杰、《魔道祖師》的藍忘機，游戏《恋与制作人》的周棋洛等。2018年加盟湖南卫视综艺节目《声临其境》。曾为配音团队光合积木成员，2016年创立边江工作室。
由于边江、张杰与另两位女配音演员乔诗语、季冠霖分别组合为多部热门电视剧男女主角配音，故有网友戏称中国电视剧都是他们四人在谈恋爱。

## 电影

### 动画电影
2006年
- 《银发的阿基多》 阿基多

2014年
- 《乐高大电影》 艾米特

2018年
- 《风语咒》 假叶

### 国产电影
2006年
- 《龙虎门》 王小虎 （谢霆锋 饰）
- 《墨攻》 高贺用 （洪天照 饰）

2007年
- 《男儿本色》 景灏 （房祖名 饰）
- 《镖行天下》 小来 （邹爽 饰）
- 《天堂口》 小虎 （杨佑宁 饰）

2008年
- 《荒村客栈》 孟凡 （关智斌 饰）

2009年
- 《大内密探灵灵狗》 西域王子
- 《金钱帝国》 韩志邦 （方力申 饰）

2010年
- 《嘻游记》 白沙堂 （邱胜翊 饰）

2011年
- 《新少林寺》 曹蛮 （谢霆锋 饰）

2012年
- 《笔仙》 亦南 （郭京飞 饰）

2014年
- 《美人邦》 黎家骏 （立威廉 饰）

2015年
- 《万万没想到》 猪八戒 （Mike 饰）

2016年
- 《双程》 陆风 （高泰宇 饰）

### 译制电影
2006年
- 《纳尼亚传奇》（美） Peter Pevensie （威廉·莫斯里 饰）
- 《飞吧，爸爸》（韩） 承石 （李俊基 饰）

2007年
- 《一球成名Ⅱ》（英） 桑迪亚哥

2008年
- 《决胜21点》（美） 本·坎贝尔 （吉姆·斯特吉斯 饰）
- 《古墓迷途》（俄） 丘哈

2012年
- 《战马》（美） 艾伯特·诺莱特 （杰瑞米·艾文 饰）

2016年
- 《魔兽》（中美合拍） Callan （博尔克利·杜菲尔德 饰）
- 《比利·林恩的中场战事》(美) 比利·林恩 （乔·阿尔文 饰）

## 电视剧
2009年
- 《一起来看流星雨》 上官瑞谦 （朱梓骁 饰）
- 《书剑恩仇录》 余鱼同 （吴浩康 饰）
- 《幸福一定强》 潘晓朋 （李智楠 饰）
- 《铁齿铜牙纪晓岚4》 何文进 （胡光子 饰）、永璂 （刘中胜 饰）、九州茶铺老板
- 《男儿本色》 施孝义 （李昊臻 饰）、钟弟 （陈佳 饰）
- 《一代大商孟洛川》 庞五 （李一凡 饰）

2010年
- 《一起又看流星雨》 上官瑞谦 （朱梓骁 饰）
- 《少林寺传奇之十三棍僧》 高飞扬 （潘元甲 饰）
- 《大风歌》 刘章 （周帅 饰）
- 《孔雀翎》 麻峰 （王建福 饰）
- 《烟雨斜阳》 张承恩 （陈键锋 饰）
- 《远古的传说》 句芒 （杨金承 饰）、二郎神 （段秋旭 饰）
- 《日月凌空》 来俊臣 （张超 饰）
- 《佳期如梦》 阮正东 （邱泽 饰）
- 《第五空间》 姜窦 （蒲巴甲 饰）
- 《国色天香》 长贵 （元博 饰）
- 《新一剪梅》 邢正扬 （乔任梁 饰）
- 《大明嫔妃》 朱常洵 （朱一龙 饰）
- 《美人心计》 刘武 （张晓晨 饰）、刘彻 （茅子俊 饰）、刘贤 （王鹤宇 饰）
- 《神探狄仁杰前传》 李贤太子 （赵波 饰）、麻花 （钰涵 饰）、李禄 （李瑞 饰）
- 《虾球传》 方良生 （李智楠 饰）

2011年
- 《宫》 小顺子 （郭明翔 饰）
- 《美人天下》 聂如风 （戴子翔 饰）、冯小宝 （诚毅 饰）
- 《欢乐元帅》 小俊 （洪卓立 饰）
- 《夏家三千金》 严格 （邱泽 饰）
- 《开天辟地》 蒋先云 （魏千翔 饰）、彭煌 （李飞 饰）、陈公博 （陈一川 饰）
- 《一不小心爱上你》 施昂 （丹尼斯·吴 饰）
- 《大捕房》 乐翰风 （李泽锋 饰）
- 《秋霜》 费戈 （于小伟 饰）
- 《香格里拉》 伦布 （扎西顿珠 饰）
- 《又见白娘子》 许仙 （任泉 饰）
- 《剑侠情缘之藏剑山庄》 赵无忌 （关智斌 饰）
- 《天地姻缘七仙女》 鱼日 （洪连城 饰）
- 《倾世皇妃》 刘连曦 （杨佑宁 饰）、审知 （张晓晨 饰）、弈冰 （杜俊泽 饰）、店小二 （杜海涛 饰）
- 《大唐双龙传之长生诀》 柴绍 （石铭熙 饰）、杨广 （高虎 饰）、宇文成都 （宋珉宇 饰）、尚明 （李昊臻 饰）、宋师远 （李晶 饰）

2012年
- 《隋唐演义》 裴元庆 (王均赫 饰）
- 《梦回唐朝》 南昌王 （郑凯 饰）
- 《仙女湖之墨仙》 追 （王会来 饰）
- 《美人无泪》 豪格 （王今铎 饰）、鳌拜 （沈泰 饰）
- 《乱世佳人》 王重阳 （罗晋 饰）
- 《我家有喜》 程舒航 （高梓淇 饰）
- 《童话二分之一》 京伟 （朱梓骁 饰）
- 《宝贝妈妈宝贝女》 赵昀 （雷诺尔 饰）
- 《心术》 小牛 （左启泽 饰）
- 《赏金猎人》 白少群 （陈晓 饰）
- 《运动肥侠》 潘小安 （何明翰 饰）
- 《刑名师爷》 孟天楚 （霍建华 饰）
- 《最后一枪》 陈泽 （保剑锋 饰）
- 《宫锁珠帘》 允禧 （陈晓 饰）、李庆喜 （孙坚 饰）
- 《五号特工组之偷天换月》 魏明磊 （黄俊鹏 饰）
- 《螳螂》 沙向东 （宁文彤 饰）
- 《蛙女》 张冲 （张智霖 饰）
- 《马永贞》 闻小言 （刘冠麟 饰）

2013年
- 《烽火佳人》 黎邵峰 （李智楠 饰）
- 《最美的时光》 潘文杰 （陈莱蒙 饰）
- 《千金归来》 林浩 （李易峰 饰）
- 《真爱惹麻烦》 王翔 （袁弘 饰）、于谅 （王翔 饰）
- 《笑傲江湖》 令狐冲 （霍建华 饰）
- 《陆贞传奇》 沈嘉彦 （李彦希 饰）
- 《紫钗奇缘》 纳兰东 （林峯 饰）
- 《画皮2》 肖阳 （徐正曦 饰）
- 《像火花像蝴蝶》 唐立天 （霍政谚 饰）
- 《X女特工》 贺俊峰 （罗晋 饰）
- 《箭在弦上》 荣树 （王子睿 饰）
- 《盛夏晚晴天》 乔津帆 （刘恺威 饰）
- 《天才碰麻瓜》 高阿洛 （张子文 饰）
- 《如锦》 曹兆亮 （徐宁 饰）
- 《绞刑架下的春天》 杜枯荣 （严屹宽 饰）
- 《天上的诱惑》 郁风 （艾东 饰）
- 《新神探联盟之包大人来了》 白玉堂 （乔任梁 饰）、刘晓 （徐启轩 饰）、张赫 （余泽赢 饰）

2014年
- 《武媚娘传奇》 李牧 （李晨 饰）
- 《鹿鼎记》 韦小宝 （韩栋 饰）
- 《神雕侠侣》 甄志丙 （宋洋 饰）
- 《美人制造》 狄姜 （罗晋 饰）
- 《把爱带回家》 高智南 （李志存 饰）
- 《古剑奇谭》 陵越 （陈伟霆 饰）
- 《卫子夫》 刘彻 （林峯 饰）
- 《少年神探狄仁杰》 李瑞南 （张睿 饰）
- 《金玉良缘》 金元宝 （霍建华 饰）
- 《京华烟云》 牛同瑜 （彭玲 饰）
- 《开国元勋朱德》 敬镕、博古、杨得志、朱琦
- 《秀秀的男人》 刘佳奇 （巩争 饰）
- 《火线英雄》 沈杨 （李天洋 饰）
- 《恋恋不忘》 厉仲谋 （言承旭 饰）
- 《九死一生》 乔杉 （王驾麟 饰）
- 《拐个皇帝回现代》 李欢 （季晨 饰）
- 《马上天下》 陈三川 （何润东 饰）

2015年
- 《秦时明月》 高渐离 （隋咏良 饰）
- 《爱情也包邮》 晨曦 (周元 饰）
- 《花火》 饶世凯 （朱梓骁 饰）
- 《班淑传奇》 霍恒 （付辛博 饰）
- 《长在面包树上的女人》 田宏 （郑恺 饰）
- 《太子妃升职记》 齐晟 （盛一伦 饰）
- 《幸福归来》 鱼仕威 （郭家豪 饰）
- 《琅琊榜》 宇文暄 （郭东岳 饰）
- 《云中歌》 刘询 （陈晓 饰）
- 《多情江山》 顺治 （高云翔 饰）
- 《大宋传奇之赵匡胤》 郑恩 （叶鹏 饰）
- 《无心法师》 无心 （韩东君 饰）
- 《盗墓笔记》 鲁殇王 （黄明 饰）
- 《偏偏喜欢你》 沈文涛 （黄宗泽 饰）
- 《抓住彩虹的男人》 陈世杰 （谭俊彦 饰）
- 《爱你万缕千丝》 方天丘 （高云翔 饰）
- 《活色生香》 安逸尘 （陈伟霆 饰）
- 《何以笙箫默》 何以琛 （钟汉良 饰）
- 《转身说爱你》 痞子 （金泽灏 饰）
- 《男神执事团》 卫恩 （黄靖翔 饰）
- 《少年四大名捕2015》 追命 (陈伟霆 饰）

2016年
- 《美人私房菜》 李马 (马天宇 饰）
- 《明星志愿》 陈奕夫 （易恩 饰）
- 《缘来幸福》 何翰 （陈伟霆 饰）
- 《秀丽江山之长歌行》 邓奉 （秦俊杰 饰）
- 《都市妖奇谈》 刘地 （张彬彬 饰）
- 《又拐个皇帝回现代》 李欢 （季晨 饰）
- 《乱世丽人行》 谢天赐 （张丹峰 饰）
- 《妖出长安》 韦应物 （袁啄 饰）
- 《飞刀又见飞刀》 李曼青 （徐正溪 饰）
- 《锦绣未央》 拓跋浚 （罗晋 饰）
- 《幻城》 炘绝 （姜潮 饰）
- 《画江湖之不良人》 李星云 （郑业成 饰）
- 《老九门》 张启山 （陈伟霆 饰）
- 《爱的阶梯》 杨文鹏 （应昊茗 饰）
- 《寂寞空庭春欲晚》 纳兰容若 （张彬彬 饰）
- 《解忧公主》 淮天沙 （刘冠翔 饰）
- 《苏染染追夫记》 楼暄 （金浩 饰）
- 《煮妇神探》 张正 （刘恩佑 饰）

2017年
- 《无心法师II》 无心 （韩东君 饰）
- 《轩辕剑之汉之云》 游兆 （高泰宇 饰）
- 《醉玲珑》 元凌 （陈伟霆 饰）
- 《楚乔传》 宇文玥 （林更新 饰）
- 《周末父母》 于致远 （刘恺威 饰）
- 《那片星空那片海》 吴居蓝 （冯绍峰 饰）
- 《三生三世十里桃花》 夜华、墨渊 （赵又廷 饰）
- 《爱，来得刚好》 段天朗 （韩栋 饰）
- 《孤芳不自赏》 番麓 （王天辰 饰）
- 《遇见爱情的利先生》 裴家齐 （王彦霖 饰）
- 《奇星记之鲜衣怒马少年时》 白泽 （陈翔 饰）
- 《通天狄仁杰》 李治 （瞿澳晖 饰）
- 《传奇大亨》 顾延枚 （张翰 饰）
- 《我与你的光年距离》 李哲 （王以纶 饰）

2018年
- 《那刻的怦然心动》 陶予飞 （胡宇威 饰）
- 《独孤天下》 宇文毓 （邹廷威 饰）
- 《幸福巧克力》 段天意 （张小帅 饰）
- 《三国机密之潜龙在渊》 司马懿 （韩东君 饰）
- 《凉生，我们可不可以不忧伤》 程天佑（钟汉良 饰）
- 《格子间女人》 沈培 （李承铉 饰）

2019年
- 《民国少年侦探社》 佟秋白 （刘彤 饰）
- 《陈情令》 蓝忘机（蓝湛） （王一博 饰）
- 《十年三月三十日》靳燃 （窦骁 饰）

2020年
- 《无心法师III》 无心 （韩东君 饰）
- 《月上重火》 上官透 （罗云熙 饰）
- 《暖暖，請多指教》 韓徹 （梁靖康 饰）

2021年
- 《錦心似玉》 徐令宜 （鍾漢良 饰）
- 《周生如故》 周生辰 （任嘉倫 飾）
- 《國子監來了個女弟子》 晏雲之 （徐開騁 飾）

2022年
- 《且試天下》豐蘭息／黑豐息（楊洋 饰）

## 动画
2009年
- 《三国演义》 夏侯惇
- 《孔子》 子路
- 《龙斗台球》 丁俊晖
- 《高达0079》（日） 隼人

2010年
- 《三毛奇遇记》 风魔

2011年
- 《星游记》 红眼罗曼
- 《魁拔之十万火急》 泱澈、燃谷

2012年
- 《侠岚》 归海、游不动、假叶
- 《魔角侦探2》 金大少、马小星、小古、阿罗
- 《魁拔之大战元泱界》 燃谷
- 《太空堡垒 暗影编年》（美） 马库斯·拉什

2013年
- 《锦绣神州之姓氏王国》 生苦、李羽

2014年
- 《画江湖之不良人》 李星云
- 《魁拔妖侠传》 辞
- 《戚继光》 胡守仁
- 《乐高幻影忍者》（美） 凯

2015年
- 《狐妖小红娘》（沙狐篇） 梵云飞
- 《狐妖小红娘》梵雲飛、顏如玉
- 《画江湖之灵主》 百里登风、月满空

2016年
- 《完美世界双食记》 萧天、柳神
- 《侍灵演武》 曹性
- 《三剑豪之半面人》 乌云宗
- 《东郭小节》 少帝
- 《画江湖之杯莫停》 完颜龙
- 《一课一练》 诸葛睦明
- 《君临臣下》 郭忌酒、郭嘉
- 《寻找克洛托》 苏鹰

2017年
- 《画江湖之换世门生》 小混混、泰青
- 《全职高手》 张新杰
- 《降灵记》 慕容蓝（七爷）
- 《快把我哥带走》 时分
- 《开封奇谈之这个包公不太行》 展昭
- 《枪神记》谷野
- 《星游记之风暴法米拉》红眼
- 《酷跑英雄》小飞
- 《狐妖小红娘》（千颜篇） 颜如玉

2018年
- 《画江湖之侠岚》 归海、游不动、假叶
- 《魔道祖师》 蓝忘机

2020年
- 《天寶伏妖錄》第一季 李景瓏

2021年
- 《天寶伏妖錄》第二季 李景瓏

## 游戏

### 单机游戏
2010年
- 《古剑奇谭：琴心剑魄今何在》 陵越、贾大单、元勿

2012年
- 《仙剑奇侠传四》 怀朔
- 《仙剑奇侠传五前传》 皇甫卓

2013年
- 《轩辕剑陆：凤凌长空千载云》 姬克、姜契

2014年
- 《叙事曲》 大K
- 《新剑侠传奇》 耶律离

2015年
- 《仙剑奇侠传六》 越今朝

2017年
- 《神舞幻想》 云倾

### 网络游戏
2014年
- 《TERA》(国服) 波波利技能导师
- 《天下3》 男玩家
- 《剑网3》 莫雨

2016年
- 《笑傲江湖OL》 令狐公子

2018年
- 《冒险岛》 影魂异人(亚克)[5]。

### 手机游戏
2016年
- 《奇迹暖暖》 罗伊斯
- 《纯三国》 男玩家
- 《仙剑奇侠传5前传》 皇甫卓
- 《古剑奇谭一》 陵越
- 《仙剑外传》 景天
- 《倚天屠龙记》 明教
- 《完美世界3D》 石昊
- 《天下》 白龙
- 《美男传之千年风华》 明煌

2017年
- 《剑与家园》 莱奥
- 《梦间集》 九曲青丝、飛燕
- 《恋与制作人》 周棋洛

2019年
- 《璀璨星途》余浪
- 《食物語》 玉麟香腰